# Mário de Noronha
Mário de Noronha   (Lapa, 15 de gener de 1885 - São Sebastião da Pedreira, 9 de juliol de 1973) fou un tirador d'esgrima portuguès que va competir durant la dècada de 1920.
Especialista en espasa, el 1924 va prendre part al Jocs Olímpics de París, on fou quart en la prova d'espasa per equips del programa d'esgrima. Per la seva banda en la prova individual quedà eliminat en sèries. Quatre anys més tard, als Jocs d'Amsterdam, va guanyar la medalla de bronze en la prova d'espasa per equips.